# Peter M. Olde
Peter M. Olde (957) es un botánico, y académico australiano.

## Algunas publicaciones
- peter m. Olde, neil r. Marriott. New species and taxonomic changes in Grevillea (Proteaceae: Grevilleoideae) from south west Western Australia. Nuytsia 9
- ------------------, ---------------------. 2008. Recognition of new taxa in Grevillea (Proteaceae: Grevilleoideae) from south-west Western Australia. Nuytsia 18: 223-234
- ------------------, ---------------------. 2002. "One new Banksia and two new Grevillea species (Proteaceae: Grevilleoideae) from Western Australia". Nuytsia 15 (1): 85–99

### Editor
- The Grevillea Book 1995, (abreviado Grevillea Book)[1] es un libro ilustrado con descripciones botánicas que fue editado conjuntamente por Peter M. Olde & Neil Marriott. Fue publicado en 3 volúmenes

## Eponimia
- (Proteaceae) Grevillea oldei McGill.[2]